# 克雷薩普敦 (馬里蘭州)
克雷薩普敦（英語：Creasptown）是位於美國馬里蘭州亞利加尼縣的一個普查規定居民點。

## 人口
根據2020年美國人口普查的數據，克雷薩普敦的面積為7.16平方千米，當中陸地面積為6.88平方千米，而水域面積為0.28平方千米。當地共有人口5442人，而人口密度為每平方千米760.06人。